# Etienne Denis Delair
Etienne Denis Delair, auch Etienne Denis de Lair (* um 1662; † 1750 in Paris) war ein französischer Theorbespieler und Musiktheoretiker des 18. Jahrhunderts.
Delair schrieb den Traktat Traité d’accompagnement pour le théorbe et le clavessin (Paris 1690, Neuausgabe 1723). Dieser Traktat enthält nach Jean-Jacques Rousseau als erster die Regola dell’ottava (Regel der Oktave), deren Erfindung allgemein François Campion (1686–1748) zugeschrieben wird. Über Delairs Biografie ist nahezu nichts bekannt. Lediglich zwei Adressen in Paris werden ihm nach den beiden Ausgaben seines Traktates zugeschrieben: Die Rue St Honoré und die Rue des Poulies. Im Titel des Traktats heißt es, dass er „alle Regeln enthält, die für die Begleitung der beiden Instrumente erforderlich sind, mit besonderen Bemerkungen zu den verschiedenen Ansätzen, die sie erfordern. Er zeigt auch, wie man unkonfigurierte Bässe begleitet.“
2023 wurden 7 Violinsonaten von Mr. De L'Air in einer kritischen Ausgabe veröffentlicht, Musikwissenschaftler entdeckten diese als Handschriften in der Dübensammlung an der Universitätsbibliothek Uppsala.